# Haga (Göteborg)
 For alternative betydninger, se Haga. (Se også artikler, som begynder med Haga)
Haga er en bydel i den centrale del af Göteborg, Sverige. Bydelen indgår sammen med Pustervik i primärområdet Haga, der er et af ni områder i Majorna-Linné. Haga har et areal på omkring 31 hektar.
Haga ligger mellem Järntorget i nordvest, Hagakyrkan i nordøst og Skanstorget ved foden af Skansen Kronan i sydøst.
Husene i området er såkaldte landshövdingehuse. Haga var frem til 1970'erne en bydel med lav boligstandard, bohemeliv og ulovlige værtshuse. Store nedrivninger og renovering af området i 1970'erne og 1980'erne ændrede dog dette, i dag findes stadig en stor del af de oprindelige gamle bygninger, selvom en langt større del er nedrevet. Haga er kendt for sit boligmiljø, og er en af Göteborgs store seværdigheder.
Haga Nygata og tilstødende gader er et velfrekventeret strøg mellem Vasastaden i øst og Linnégatan i vest, med små butikker og caféer. De fleste af husene i denne gade er renoverede bygninger fra 1800-tallet.
Skrothandleren i SVT's serie Albert och Herbert havde sin virksomhed i Skolgatan i Haga.